# Isla Plumpudding
Isla Plumpudding (en inglés: Plumpudding Island) es una isla pequeña casi en forma de diamante y rocosa en el Atlántico Sur, a unos 590 metros de la costa de los diamantes en Namibia. La isla está situada en la Bahía de Baker, 2400 metros al norte de la Isla Sinclair. 
Posee 150 metros de largo, 100 metros de ancho y tiene una elevación máxima de 20 metros. Es una de las islas Pingüino y es conocido como la isla del guano, ya que hasta 1949 el Guano se extraía de allí. Una estación en el lado este de la isla todavía da testimonio de este pasado.